# Козлов, Николай Михайлович (Герой Советского Союза)
Николай Михайлович Козлов (12 декабря 1926, Нефёдкино, Самарская губерния — 25 сентября 1983, Краснодар) — советский военный, участник Великой Отечественной войны, командир танка. Герой Советского Союза (1944).

## Биография
Родился 12 декабря 1926 года в деревне Нефёдкино Староаманакской волости (ныне исчезнувшая деревня на территории Похвистневского района Самарской области) в русской крестьянской семье.
Окончил 7 классов и школу ФЗУ, в дальнейшем работал в Куйбышеве и в Ташкенте слесарем.
Призван в Красную армию в сентябре 1942 года. Обучался в Харьковском танковом училище. С июня 1943 года участвует в боевых действиях Великой Отечественной войны. Воевал на Курской дуге, участвовал в Корсунь-Шевченковской и Ясско-Кишинёвской боевых операциях, в разгроме врага под Будапештом. Член ВКП(б) с 1944 года.

### Подвиг
Командир танка 441-го танкового батальона 110-й танковой бригады (18-й танковый корпус, 5-я гвардейская танковая армия, 2-й Украинский фронт) комсомолец младший лейтенант Николай Козлов совершил подвиг во время битвы за Днепр.
24 октября 1943 года в районе города Кривой Рог танк оказался в окружении и без поддержки пехоты. В течение 8 часов действовал против превосходящих сил противника. Умелым манёвром и смелыми действиями экипаж танка уничтожил 5 дзотов, 1 противотанковую пушку, 4 бронемашины, 30 автомашин с военными грузами, 5 БТРов, до 60 вражеских солдат и вывел танк из окружения.
Звание Героя Советского Союза присвоено 10 марта 1944 года.

### После войны
В 1946 году окончил Ленинградскую высшую офицерскую бронетанковую школу, в 1961 году — Военную академию бронетанковых войск. Проходил службу на различных командных должностях в Советской армии. Последняя должность генерал-лейтенанта Козлова Н. М. — начальник Краснодарского высшего военного ордена Октябрьской революции Краснознамённого училища имени генерала армии Штеменко С. М.
Умер 25 сентября 1983 года. Похоронен в Краснодаре.

## Награды
- Медаль «Золотая Звезда» (10 марта 1944);
- Орден Ленина (10 марта 1944);
- дважды орден Красной Звезды (3 сентября 1944, …);
- Орден «За службу Родине в Вооружённых Силах СССР» 3-й степени;
- Почётный гражданин Кривого Рога (25 марта 1975)[2];
- медали.

## Память
- Одна из улиц села Старый Аманак названа именем Героя.
- В 2024 году Почтой России выпущена марка, посвященная Н. М. Козлову[3].